# Albano Martínez
Albano Martínez del Cura (nacido el 4 de noviembre de 1979 en Burgos) es un exjugador de baloncesto español nacido en Burgos.
Formado en las categorías inferiores del Club Deportivo Liceo Castilla, pasó a formar parte del primer equipo de la ciudad burgalesa durante las temporadas 99/05. Durante esas seis temporadas, Albano Martínez jugó tanto en liga EBA como en LEB 2 tras conseguir el ascenso la temporada 01/02.
En la temporada 05/06 fichó por el Caja Rioja de LEB 2, permaneciendo allí cuatro temporadas.
Desde el año 2015 es el director deportivo del CB Miraflores, con el que consiguió el ascenso a la Liga Endesa la temporada 2016/2017.

## Carrera
- 1999-00: Liceo Castilla Burgos (EBA)
- 2000-02: Autocid Ford Burgos (EBA)
- 2002-05: Autocid Ford Burgos (LEB 2)
- 2005-09: Caja Rioja (LEB Plata)
- 2009-10: C.D. Juventud del Círculo (EBA)
- 2009-12: Autocid Ford Burgos (LEB Oro)
- 2015-Actualidad: CB Miraflores (director deportivo)

## Palmarés

### Como jugador
- Mejor jugador absoluto de Castilla y León 2001/2002
- Temporada 04/05: Campeón Copa LEB2

### Cómo director deportivo
- Basketball Champions League: 2019-2020